# 736

## Догађаји
- Карло Мартел, меровиншки градоначелник палате, склапа локалне савезе са Бургундима и намеће франачку доминацију Прованси. Побеђује муслиманске снаге код Сернака и Бокера у Септиманији (Јужна Француска).
- Битка код Нима: Франци под командом Карла Мартела не успевају да заузму Нарбон, али опустоше већину других насеља, укључујући Ним, Агд, Безије и Магелон, које Мартел сматра потенцијалним упориштем Омејада.
- Пиктски краљ Енгус I врши инвазију на суседно краљевство Далријада, које је потчињено. Он заузима тврђаву Дунадд, и успоставља своју власт у Шкотској више од две деценије.
- Робен, научник-будистички монах, позива Шиншоа да држи предавања о Аватамсака сутри у Киншосен-џију; овај догађај се сматра коренима Кегон школе будизма основане у Јапану.
- Градска држава Маја Тикал побеђује Калакмул у садашњој Гватемали, окончавајући вишевековно ривалство, али уводећи још један век ратовања који на крају доводи до напуштања оба града у 9. веку.